# リングアウト
リングアウトとはリングが存在する格闘技において対戦中に競技者がリングの外にいる状態で決着すること。英語圏ではカウンテッド・アウト（Counted Out）と言い、リングアウトは和製英語である。

## 概要
リングが存在する格闘技においてはリングの上で戦うことが望ましい戦い方とされている。そのため、リングの外に出た場合、または出てから一定期間内にリングに戻れない場合、リングの外に出た競技者を敗北とすることが多い。両者ともリングの外に出ていた場合（両者リングアウト）は引き分けとすることもある。プロレスのバトルロイヤルなどでは、リングの外に出た瞬間に失格となる場合もある。また、体が場外に出た状態で手や足がロープに引っ掛かって自力での脱出が不可能となった場合もリングアウト負けとなる。

## プロレスの場合
プロレスでは、リングアウトはレフェリーが20カウントを数えた時に宣告されるのが一般的である（よく誤解されるが20秒ではない）。
ただし、日本では全日本プロレスにおいて三冠ヘビー級選手権試合などPWFルールが適用される試合や1980年代のAWA世界ヘビー級選手権試合、アメリカのWWEではWWE選手権試合で、またハワイ地区に限りWWE以外も含む全団体の興行で10カウント制が採用されている。以前はアイスリボンも10カウントを数えた時点で試合終了のゴングを鳴らしていた。
とはいえ、いずれにしてもタイムキーパーが時計で計測するのではなくレフェリーがカウントをするものであり、したがって必ずしもカウント開始から一直線に進むとは限らない。リング内にいる選手やそのセコンドが、場外の選手がリング内に戻るのを妨害した時に、カウントが止まったりリセットされたりするのは普通のことであり、それどころか明らかに数分間場外乱闘が続いていることすらよくあることである。全日本プロレスのベテランレフェリーとして親しまれたジョー樋口はそのへんの事情について、「ブッチャーやシークのような場外乱闘が生き甲斐のような人たちにたった10秒で何をしろと言うんですか。そこらへんをうまくやりくりするのもレフェリーの仕事なんです」と語っている。
新日本プロレスでは場外ノックアウトと表現しており、場外カウントは選手が場外で戦闘不能となった、あるいは場外乱闘が続いて収拾が付かなくなった時点より始めることになっている。また、アイスリボンのように場外カウントを廃止した団体もあり、加えてWWEや日本のインディー団体では「エニウェアフォールマッチ」と呼ばれる場外も含めてどこでもフォールを取ることができるルールを敷く場合もある。

なおプロレスでは、リングアウト勝ちはフォール勝ちやギブアップ勝ちより劣り、両者リングアウトの引き分けは時間切れ引き分けより劣るというのが一般的な評価である。このため、三冠ヘビー級王座の成立過程でリングアウトによる決着が相次いだ反省として、1989年（昭和64年／平成元年）以降、日本の主要な男子プロレス興行団体からリングアウト決着が急速に姿を消していった。

また三冠ヘビー級成立前の全日本プロレスや、新日本プロレスでもNWF世界王座の時代は、タイトルマッチが王者リングアウト負けで決着した場合はタイトルは移動しなかった。現在の新日本プロレスのIWGPルールやプロレスリング・ノアのGHCルールでは両者リングアウト裁定を採用せず、時間内であれば即時再試合を命じられる。
プロレスのリングではリングの外側に場外フェンスと称して鉄柵を設けるのが普通であるが、1980年代の新日本プロレスでは「場外フェンスの外に自ら出た場合・相手選手を意図的に出した場合はフェンスアウトとして反則負けになる」という規定があった。フェンスアウトで決着する試合は十分な攻防の無いまま終わる試合が多くファンの評判がすこぶる悪かったため、他の団体に広がることはなく、新日本でも数年間で廃止された。
一方で、金網デスマッチにおいては、逆に金網（リング）から先に脱出した方を勝ちとするルール（エスケープルール）が採られる場合もある。

## プロボクシングの場合
ボクシングにおいては、日本ボクシングコミッションのJBCルールにおいて「有効な攻撃の過程でリング外に出され、20カウントを数えられても試合に戻れない場合」にリングアウト（ノックアウト）で勝負がつくと規定されている。テクニカルノックアウトと同じ扱いになる。
反則行為でリングに出された場合はリングに戻り試合続行可能であれば外へ出した側の減点、不可能なら失格とし、アクシデントでリングの外に出された場合は試合を止めて選手がリングに戻るのを待つか、戻れなければリング内における偶然の負傷と同じ扱いになる。ただし細かいルールはコミッションや王座認定団体によって異なる。

## その他の格闘技の場合
キックボクシングのJ-NETWORKの場合、どちらかの選手がリング外に出たときは反則行為以外であれば加撃あるなし関わらずカウントに入り、全日本プロレスのPWFルールと同じく10カウントを数えた時点で試合終了となる。
K-1の場合、有効打によるダウンは取るもののカウントは取らず、試合続行不可能となった場合はTKO扱いになる。
対戦型格闘ゲームにおいてもこれらの格闘技に倣い、ノックアウトや時間切れ判定と並んで、リングアウトによっても勝敗が決するルールとなっているものが存在する。